# ホワイト・スカル
ホワイト・スカル（White Skull）は、1988年に結成されたイタリアのパワーメタル/ヘヴィメタル・バンドである。
1999年にリリースされたアルバム『Tales from the North』によってアメリカ合衆国で知られるようになった。

## メンバー
バンドのラインナップは2001年まで変わらなかった。そのとき、女性リード・シンガーのフェデリカ・デ・ボニがバンドを脱退し、グスタヴォ・ガバロが新しいシンガーを務めた。2年後、他のオリジナル・メンバーであるファビオ・ポッツァートとマッシモ・ファッチョもバンドを脱退した。2006年、エリサ・デ・パルマが新しいシンガーとなり、バンドは再び女性をフロントに迎えた。2010年、デ・ボニがバンドに復帰した。

### 現在のラインナップ
- Tony "Mad" Fontó - ギター (1988年– )
- Alex Mantiero - ドラム (1988年– )
- Federica "Sister" de Boni - リード・ボーカル (1988年-2001年、2010年– )
- Danilo Bar - ギター (2003年– )
- Gio Raddi - ベース (2007年– )

### 旧メンバー
- Fabio Pozzato - ベース (1988年-2003年)
- Massimo "Max" Faccio - ギター (1988年-2003年)
- Gustavo "Gus" Gabarro - リード・ボーカル (2001年-2006年)
- Stefano "Steve Bone" Balocco - ベース (2001年-2007年)
- Elisa "Over" de Palma - リード・ボーカル (2006年-2010年)
- Alessio "Tom" Lucatti - キーボード (2007年-2010年)

## ディスコグラフィ[5]

### アルバム
- I Won't Burn Alone (1995年)
- Embittered (1997年)
- Tales from the North (1999年)
- Public Glory, Secret Agony (2000年)
- The Dark Age (2002年)
- The XIII Skull (2004年)
- The Ring Of The Ancients (2006年)
- Forever Fight (2009年)
- Under This Flag (2012年)
- Will Of The Strong (2017年)

### EP
- Asgard (1999年)

### デモ
- White Skull (1991年)
- Save the Planet (1992年)